# کارل فردیناند بکر
کارل فردیناند بکر (آلمانی: Carl Ferdinand Becker؛ ‏ ۱۷ ژوئیهٔ ۱۸۰۴ – ۲۶ اکتبر ۱۸۷۷) نوازندهٔ ارگ، موسیقی‌دان و آهنگساز اهل آلمان بود.
وی موسیقی را در مدرسهٔ سنت توماس فرا گرفت و در سن ۱۴ سالگی نخستین اجرای حرفه‌ای خود را به عنوان نوازنده پیانو انجام داد. او از سال ۱۸۲۰ تا ۱۸۳۳ نوازندهٔ ویولن در ارکستر گواندهاوس بود.
کارل فردیناند بکر یکی از بنیان‌گذاران باخ گیزلشافت در سال ۱۸۵۰ بود.